# Strömsholms kungsladugård (naturreservat)
Strömsholms kungsladugård är ett naturreservat i Hallstahammars kommun i Västmanlands län.
Området är naturskyddat sedan 1948 och är 6 hektar stort. Reservatet omfattar fyra mindre områden väster om kungsladugården. Reservatet består av gamla och grova ekar på en tidigare betesmark.